# Margarita Zimmermann
Margarita Zimmermann (Pilar, provincia de Buenos Aires, 17 de agosto de 1942) es una mezzosoprano argentina de destacada actuación internacional entre 1974 y 1994.

## Biografía
Nació el 17 de agosto de 1942 en Pilar (provincia de Buenos Aires, República Argentina). Cursó sus estudios musicales y de piano en el los conservatorios “Carlos López Buchardo”, “Manuel de Falla” y “Alberto Williams” de Buenos Aires, de danza con la bailarina rusa Olga Kirows, y de canto con los barítonos Ángel Mattiello y Gérard Souzay.
Entre 1974 y 1994 realizó una carrera internacional de primer orden en ópera, oratorio y música de cámara, que la llevó a los principales escenarios de Europa y América. En este contexto, fue una de las mezzosopranos más importantes de la Rossini Renaissance que se dio desde Italia a partir de los años ’80.
Su repertorio abarcó, entre otros compositores, Albinoni, Bach, Beethoven, Berlioz, Bertoni, Bizet, Chaikovski, Gluck, Gounod, Händel, Mascagni, Mozart, Piazzolla, Poulenc, Puccini, Purcell, Ravel, Rajmáninov, Rossini, Saint-Saëns, Stravinski, Vivaldi, Wagner y Zipoli.
Actuó en los principales centros artísticos de Italia (Teatro alla Scala de Milán, Teatro La Fenice de Venecia, Teatro San Carlo de Nápoles, Teatro Comunale de Bolonia, Festival Rossini de Pésaro), Gran Bretaña (Royal Opera House Covent Garden de Londres), Francia (Opéra National, Théâtre du Châtelet, Salle Pleyel, Théâtre des Champs-Elysées, Salle Gaveau, Théâtre de l’Athénée, Grand Auditorium de Radio France, Espace Cardin de París, Opéra National de Lyon), España (Teatro de la Zarzuela de Madrid, Teatre del Liceu de Barcelona), Austria (Mozarteum y Festival de Salzburgo), Alemania (Staatsoper de Berlín, Bayerische Staatsoper de Múnich, Staatsoper de Stuttgart, Oper de Fráncfort), además de en Bélgica, Holanda, Mónaco y Luxemburgo.
Dentro del continente americano deben destacarse sus presentaciones en los Estados Unidos (Carnegie Hall de Nueva York, Lyric Opera de Chicago, Grand Opera de Houston, Opera de San Francisco, Grand Opera de Miami, Opera de Filadelfia), en México (Palacio de Bellas Artes de la Ciudad de México), en Brasil (Theatro Municipal de Río de Janeiro) y en la Argentina (Teatro Colón de Buenos Aires, Teatro Argentino de La Plata).
Fue dirigida por los maestros Daniel Barenboim, Riccardo Chailly, Colin Davis, Oliviero De Fabritiis, Leopold Hager, Carlo Maria Giulini, Christopher Hogwood, Eliahu Inbal, Peter Maag, Seiji Ozawa, Michel Plasson, Georges Prêtre, Claudio Scimone y Alberto Zedda, entre otros.
Cantó con sopranos como Montserrat Caballé, Ileana Cotrubas, Mirella Freni, Cecilia Gasdia, Lucia Popp, Katia Ricciarelli y Kiri Te Kanawa; con tenores como José Carreras, Alfredo Kraus, Chris Merritt, Ernesto Palacio, Peter Schreier y Jon Vickers; con barítonos como Gabriel Bacquier, Tom Krause, Rolando Panerai y Gino Quilico; y con bajos como Walter Berry, Ruggero Raimondi, Samuel Ramey, Giorgio Surjan, Italo Tajo y José van Dam.
Colaboró con los régisseurs Piero Faggioni, Andrei Konchalovski, Jorge Lavelli, Pier Luigi Pizzi, Giorgio Strehler y Margarete Wallmann, y con el pianista Dalton Baldwin, que fue su acompañante principal para recitales.
Grabó para los sellos Decca, Deutsche Grammophon, EMI y Erato, entre otros.